# Municipio de Jackson (condado de Taylor)
El municipio de Jackson (en inglés: Jackson Township) es un municipio ubicado en el condado de Taylor en el estado estadounidense de Iowa. En el año 2010 tenía una población de 50 habitantes y una densidad poblacional de 0,76 personas por km².

## Geografía
El municipio de Jackson se encuentra ubicado en las coordenadas 40°36′30″N 94°38′3″O / 40.60833, -94.63417. Según la Oficina del Censo de los Estados Unidos, el municipio tiene una superficie total de 66.15 km², de la cual 65,89 km² corresponden a tierra firme y (0,39 %) 0,26 km² es agua.

## Demografía
Según el censo de 2010, había 50 personas residiendo en el municipio de Jackson. La densidad de población era de 0,76 hab./km². De los 50 habitantes, el municipio de Jackson estaba compuesto por el 96 % blancos y el 4 % eran de una mezcla de razas. Del total de la población el 0 % eran hispanos o latinos de cualquier raza.